# Еней, Евгений Евгеньевич
Евгений Евгеньевич Ене́й (1890—1971) — советский, российский художник кино. Народный художник СССР (1969). Лауреат Сталинской премии второй степени (1948).

## Биография
Родился 9 июня 1890 года в Радноте (ныне Ернут, Румыния). По национальности — венгр.
Жил в Будапеште. Учился на архитектурном факультете Королевского технического университета им. Иосифа (ныне Будапештский университет технологии и экономики) и в Венгерской королевской академии изящных искусств (ныне Венгерский университет изобразительных искусств)
Во время Первой мировой войны оказался в России как военнопленный (1916).
В 1923—1937 и с 1944 года работал художником на киностудии «Ленфильм».
Один из пионеров советского кинематографа. Много лет работал в творческом содружестве с Г. М. Козинцевым и Л. З. Траубергом. Был художником-постановщиком их первой полнометражной ленты «Чёртово колесо» (1926), на этом фильме сложился постоянный творческий коллектив «ФЭКСов», в который входил ещё и кинооператор А. Н. Москвин.
В последующем принимал участие в создании лент, ставших советской киноклассикой: «Юность Максима» (1935), «Возвращение Максима» (1937), «Дон Кихот» (1957), «Гамлет» (1964).
Член Союза кинематографистов СССР.
Член РКП(б) с 1920 года.
Умер 6 июня 1971 года в Ленинграде (ныне Санкт-Петербург). Похоронен на Серафимовском кладбище, участок № 6.

## Награды и звания
- Заслуженный деятель искусств РСФСР (1935)
- Народный художник РСФСР (1965)
- Народный художник СССР (1969)
- Сталинская премия второй степени (1948) — за кинофильм «Пирогов» (1947).
- Орден Ленина (1967)
- Орден Трудового Красного Знамени
- Медаль «В память 250-летия Ленинграда»
- Медаль «За доблестный труд в Великой Отечественной войне 1941—1945 гг.»
- Диплом Союза художников СССР на Всесоюзном кинофестивале в Ленинграде (1964) — за кинофильм «Гамлет».

## Фильмография
Художник-постановщик:
- 1923 — За власть Советов!
- 1924 — Красные партизаны
- 1925 — Мишки против Юденича
- 1925 — Наполеон-газ
- 1926 — Чёртово колесо
- 1926 — Шинель
- 1926 — Катька — бумажный ранет
- 1926 — Дети бури
- 1926 — Братишка
- 1927 — Чужой пиджак
- 1927 — С. В. Д.
- 1927 — Дом в сугробах
- 1927 — Девушка с далёкой реки
- 1929 — Новый Вавилон
- 1929 — Обломок империи
- 1929 — Чёрный парус
- 1930 — Двадцать два несчастья
- 1931 — Одна
- 1931 — Снайпер
- 1934 — Юность Максима
- 1937 — Возвращение Максима
- 1943 — Актриса
- 1943 — Юный Фриц
- 1944 — Человек № 217
- 1944 — Черевички
- 1945 — Простые люди
- 1947 — Жизнь в цитадели
- 1947 — Пирогов
- 1949 — Академик Иван Павлов
- 1951 — Белинский
- 1952 — Джамбул
- 1955 — Овод
- 1957 — Дон Сезар де Базан
- 1958 — День первый
- 1958 — Коловращение жизни
- 1958 — Мистер Икс
- 1958 — Шофёр поневоле
- 1959 — Горячая душа
- 1959 — Не имей 100 рублей…
- 1959 — Повесть о молодожёнах
- 1960 — Осторожно, бабушка!
- 1960 — Хореографические миниатюры
- 1961 — Барьер неизвестности
- 1964 — Гамлет
- 1965 — На одной планете
- 1966 — Катерина Измайлова
- 1970 — Король Лир
- 1971 — Драма из старинной жизни

художник-декоратор:
- 1957 — Дон Кихот